# 260 chrono
Pour les articles homonymes, voir No man's land (homonymie).
Pour plus de détails, voir Fiche technique et Distribution.
260 chrono (No Man's Land) est un film américain réalisé par Peter Werner, sorti en 1987.

## Synopsis
Benjy Taylor est un officier de police infiltré dans un gang de voleurs de voitures dirigé par Ted Varrick.
Benjy a pour mission de coincer Varrick, et pour ce faire, il doit s'infiltrer dans le monde du business et de l'argent facile en volant des Porsche. Il va alors fréquenter l'univers dangereux mais passionnant du monde des affaires.
Taylor gagne la confiance de Varrick ; ils deviennent pour ainsi dire de très bons amis. Taylor a une aventure avec la sœur de Varrick, Anne, et en tombe amoureux. C'est alors que les choses se compliquent, Taylor se fait démasquer.

## Fiche technique
- Titre français : 260 chrono
- Titre original : No Man's Land
- Réalisation : Peter Werner
- Scénario : Dick Wolf
- Musique : Basil Poledouris
- Photographie : Hiro Narita
- Montage : Steven Cohen & Daniel P. Hanley
- Production : Joseph Stern & Dick Wolf
- Société de production et de distribution : Orion Pictures
- Pays :  États-Unis
- Langue : Anglais
- Format : Couleur - Dolby SR - 35 mm - 1.85:1
- Genre : Policier, Drame
- Durée : 108 min

## Distribution
- D. B. Sweeney (VF : Patrick Poivey) : Benjy Taylor / Bill Hayes
- Charlie Sheen (VF : Éric Legrand) : Ted Varrick
- Randy Quaid (VF : Max André) : Le lieutenant Vincent Bracey
- Lara Harris (VF : Maïk Darah) : Ann Varrick
- Bill Duke (VF : Robert Liensol) : Malcolm
- Arlen Dean Snyder : Le lieutenant Curtis Loos
- R. D. Call : Frank Martin
- Al Shannon : Danny
- Gary Riley : Cal
- George Dzundza : Oncle Mike (non crédité)
- Guy Boyd : Jaws
- M. Emmet Walsh : Le capitaine Haun
- Peggy McCay : La mère de Benjy
- Michael Riley : Horton

## Accueil

### Accueil critique
Sur l'agrégateur américain Rotten Tomatoes, le film récolte 50 % d'opinions favorables pour 6 critiques.

## Autour du film
- Le film Fast and Furious de Rob Cohen est un remake du film, le synopsis étant presque identique, la différence notable étant que Varrick vole des Porsche et Toretto du matériel hi-fi[2].
- Charlie Sheen et D. B. Sweeney se retrouveront des années plus tard dans la même série mais pas dans les mêmes saisons de Mon oncle Charlie (1 à 8 pour Charlie Sheen et 11 (récurrent) et 12 (invité) pour D. B. Sweeney).
- Charlie Sheen et Randy Quaid se retrouvent un an après avoir partagé l'affiche du film Phantom.
- Premier rôle de Brad Pitt dans un rôle furtif de serveur.
- La jaquette française du DVD comporte une grossière erreur de traduction. Il y est écrit : la « sulfureuse Randy Quaid », inversion flagrante entre deux personnages du film.